# Fuente de amoníaco
La fuente de amoniaco es un  experimento  químico que consiste en introducir agua a través de una entrada, en un recipiente lleno de gas amoníaco. El amoníaco se disuelve en el agua y la presión en las gotas de contenedores. Como resultado más agua es forzada en el recipiente de entrada de otro, creando un efecto de fuente. La demostración introduce conceptos como la solubilidad y las leyes de los gases.
Un gas con diferente solubilidad en agua, como es el caso del cloruro de hidrógeno, puede utilizarse en lugar de amoníaco.

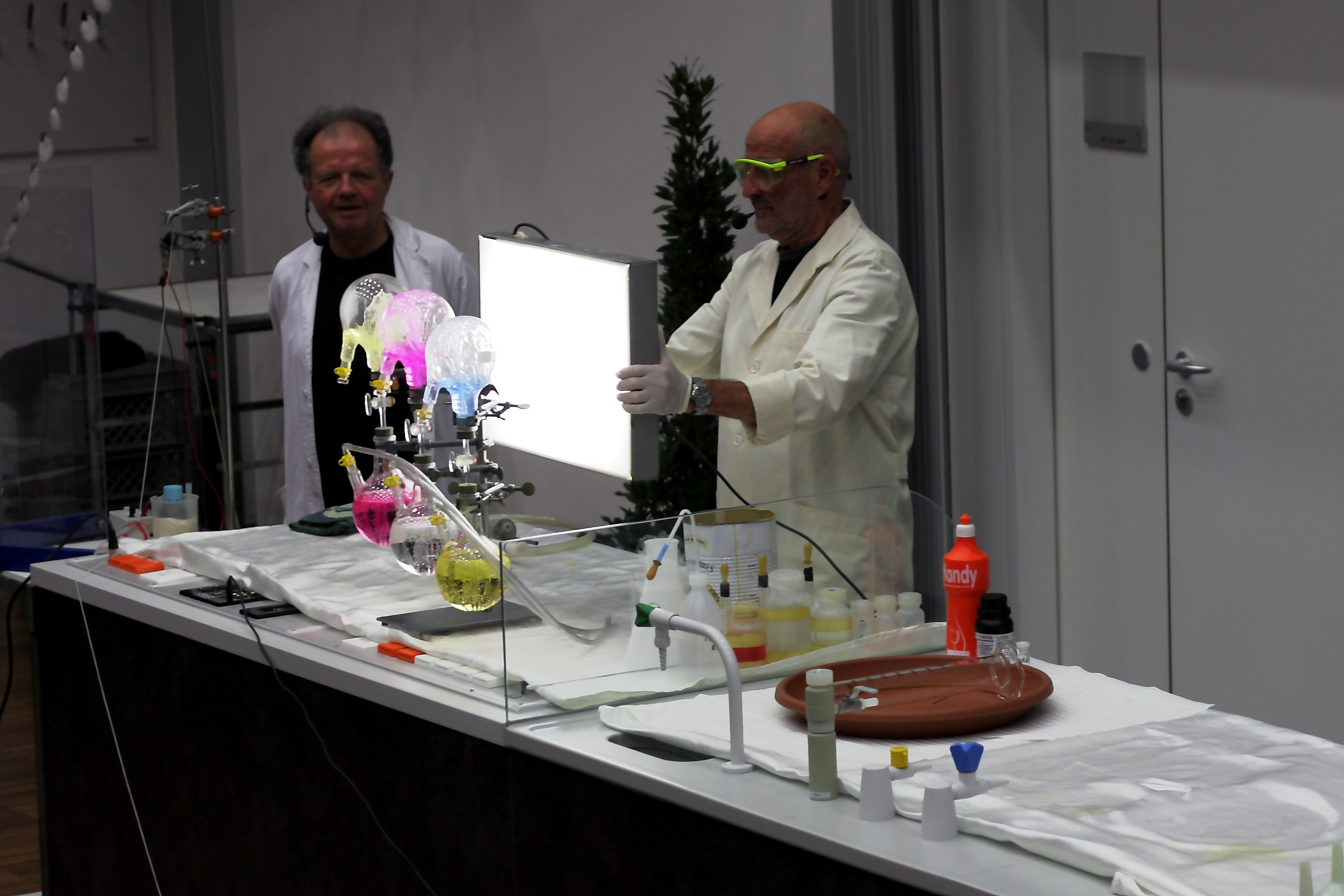
Demostración del experimento

## Variantes
Si el amoniaco se sustituye por un vapor líquido, como vapor de agua a una presión superior a su presión de vapor a temperatura ambiente, se produce un efecto similar. En este caso, la reducción de la presión en el recipiente es debido a la condensación del vapor dado que el recipiente se enfría a temperatura ambiente.